# Endospermum medullosum
Endospermum medullosum är en törelväxtart som beskrevs av Lindsay Stewart Smith. Endospermum medullosum ingår i släktet Endospermum och familjen törelväxter. Inga underarter finns listade i Catalogue of Life.